# Нимме (район)
Нимме (ест. Nõmme) — район міста Талліна, розташований на південній околиці міста. Забудова району розпочалась наприкінці XIX століття. Спочатку це було самостійне місто, а 1940 року його приєднали до Таллінна. Дотепер у забудові Нимме переважають індивідуальні житлові будинки, розташовані серед сосняку. Через нещільну забудову Нимме називають лісовим містом. Промислові підприємства тут практично відсутні (виняток становить мікрорайон Мянник). Незважаючи на свої проблеми, Нимме вважається однією з найпрестижніших частин міста.
Населення району Нимме, станом на 1 квітня 2011 року становить 38 187 осіб.

## Персоналії
- Антс Кальюранд (1917—1951) — естонський партизан, учасник опору проти окупації СРСР
- Яан Унт — офіцер Естонської армії під час війни за незалежність, командир Піхотного батальйона Купер'янова.